# 水源镇 (永昌县)
水源镇，是中华人民共和国甘肃省金昌市永昌县下辖的一个乡镇级行政单位。

## 行政区划
水源镇下辖以下地区：
杜家寨村、胜利村、宋家沟村、华家沟村、方沟村、永宁村、北地村、东沟村、赵沟村、新沟村和西沟村。